# Sinagua

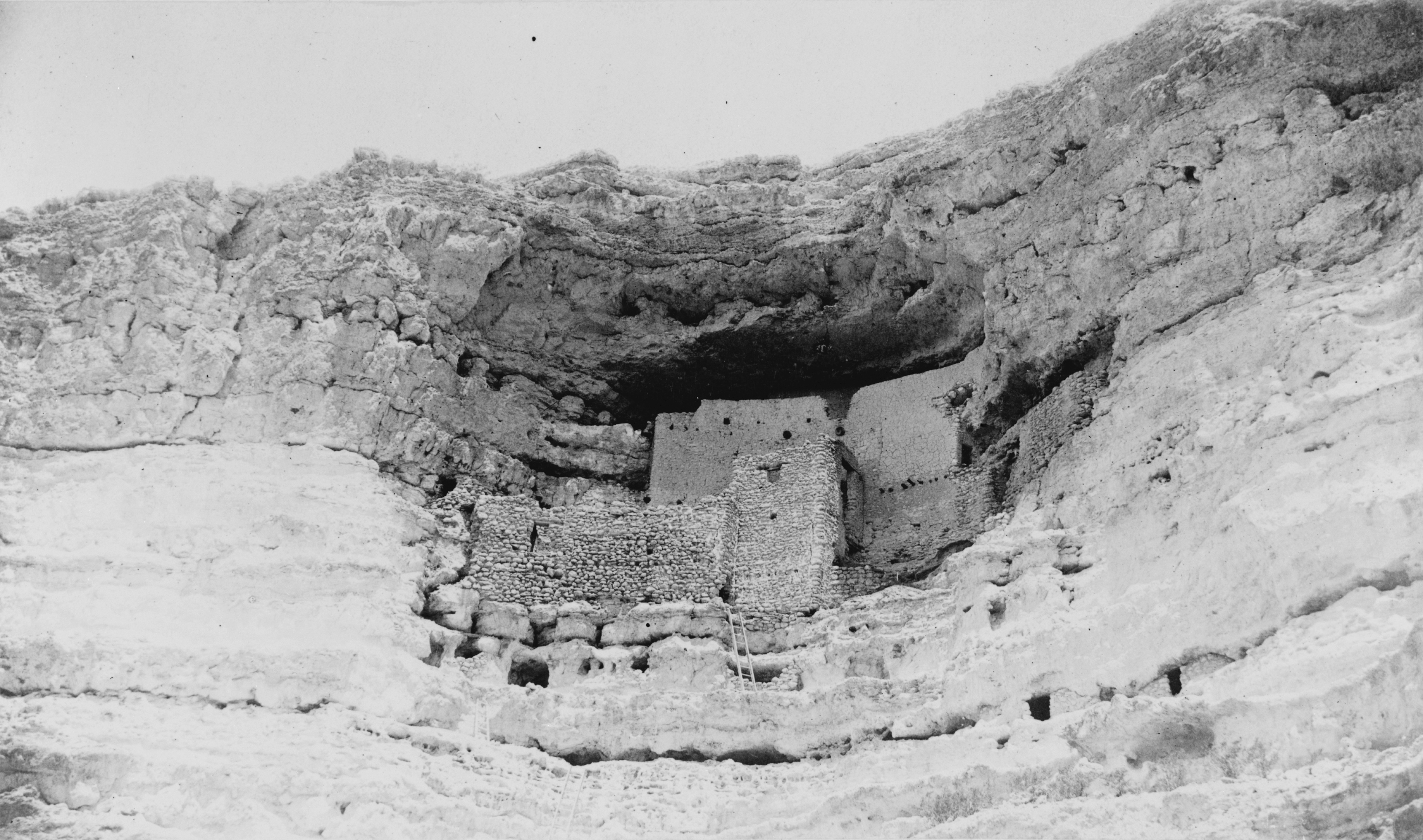
Vista dels habitatges dels penyasegats de Sinagua al Monument Nacional Montezuma Castle. 1887

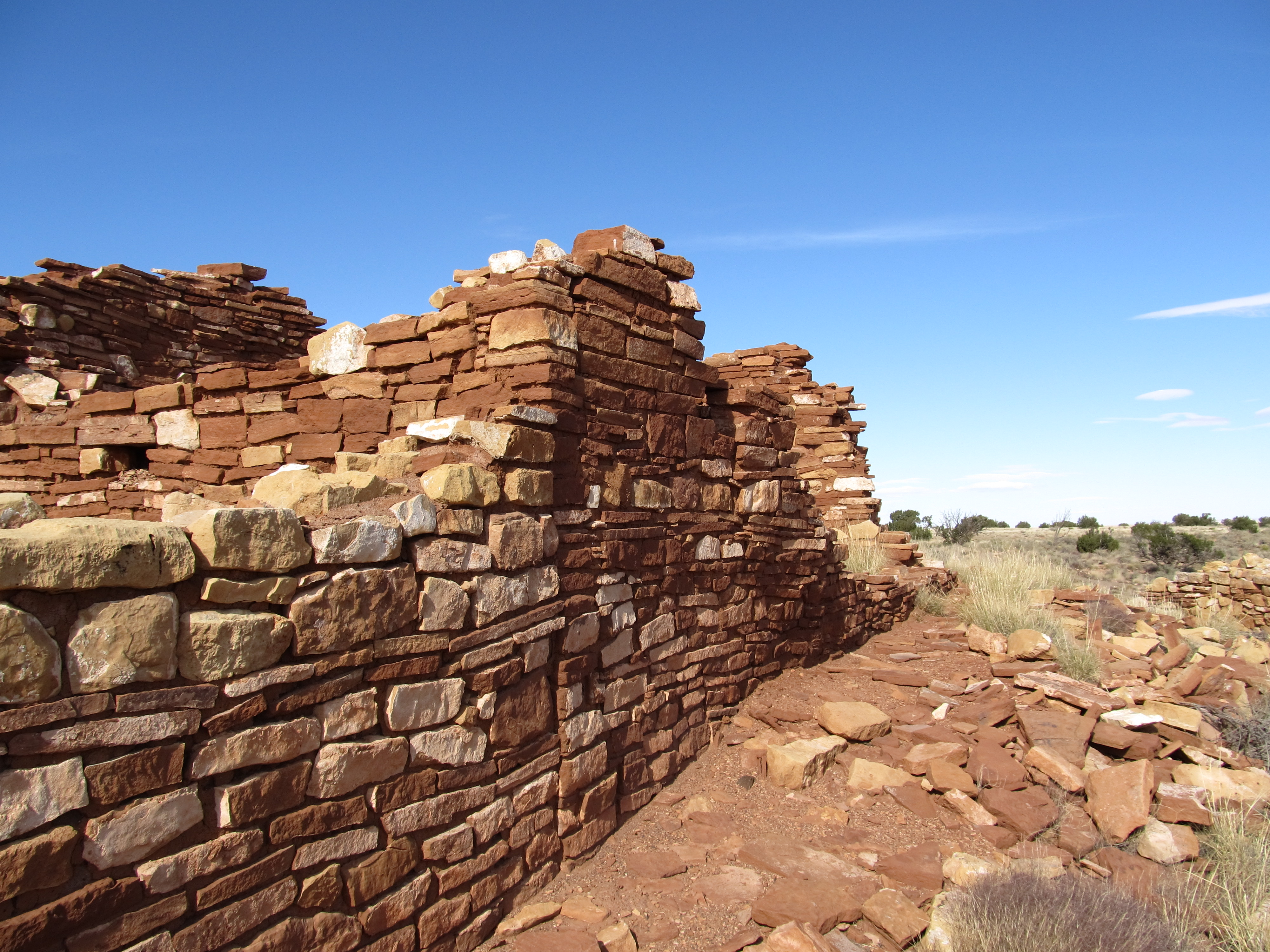
Ruïnes de Lomaki, Monument Nacional Wupatki.

Els Sinagua van ser un grup cultural precolombí que ocupava una àrea en el centre de l'estat nord-americà d'Arizona, entre el riu Little Colorado i el riu Salado (entre Flagstaff i Phoenix), incloent el Vall Verde i una part significativa de la zona del Marge Mogollón entre aproximadament 500 i 1425.
Els primers habitatges Sinagua consisteixen en cases-pou (cabanyes semisubterrànies). Més tard, les estructures s'assemblaven més a l'arquitectura dels poble que es troba en altres cultures en tot el sud-oest dels Estats Units. L'economia Sinagua es va basar en una combinació de la caça-recol·lecció i l'agricultura de subsistència.
El nom Sinagua va ser donat a aquesta cultura per l'arqueòleg Harold Colton, fundador del Museu del Nord d'Arizona. Sinagua es deriva de les paraules castellanes sin que significa "sense" i agua "aigua", en referència al nom donat originalment pels exploradors espanyols a la San Francisco Peaks prop de Flagstaff, Arizona, la "Sierra Sin Agua". El nom reflecteix la sorpresa dels espanyols en observar que d'aquestes grans muntanyes no n'emanen rius perennes com és comú a Espanya.
Colton també distingeix dues cultures Sinagua diferents. Els Sinagua Nord es van agrupar al voltant de la zona de Flagstaff, amb Monument Nacional Walnut Canyon, Monument Nacional Wupatki i Pueblo Elden com a llocs d'accés públic més coneguts. Els Sinagua Sud es troben a tota la Vall Verda d'Arizona central; localitats notables dels Sinagua del Sud obertes al públic són el Monument Nacional Montezuma Castle, Montezuma Well, Monument Nacional Tuzigoot, jaciment arqueològic Palatki i el lloc de petroglifs V-Bar-V.
Les últimes petjades que van deixar els Sinagua es troba en el Monument Nacional Montezuma Castle, que va ser habitada fins a aproximadament 1425.